# Rodalbe
Rodalbe település Franciaországban, Moselle megyében. Lakosainak száma 246 fő (2022. január 1.). Rodalbe Bénestroff, Bermering, Conthil, Lidrezing, Racrange, Virming és Zarbeling községekkel határos.

## Népesség
A település népessége az elmúlt években az alábbi módon változott:
| Lakosok száma | 201  | 196  | 182  | 190  | 230  | 241  | 253  | 250  | 248  | 246  |
|               | 1968 | 1982 | 1990 | 2006 | 2013 | 2015 | 2017 | 2019 | 2020 | 2022 |